# Красная Буда (Чаусский район)
Красная Бу́да (бел. Красная Буда) — деревня в составе Антоновского сельсовета Чаусского района Могилёвской области Республики Беларусь.

## Население
- 2009 год — 7 человек

## Достопримечательность
- Братские могилы —  Историко-культурная ценность Республики Беларусь, шифр 513Д000561.